# Соса Гаона, Эмилио
Эмилио Соса Гаона (исп. Emilio Sosa Gaona SDB, 28 сентября 1884 года, Асунсьон, Парагвай — 24 марта 1970 года, Консепсьон, Парагвай) — католический прелат, первый епископ Консепсьона с 30 апреля 1931 по 24 марта 1963 года. Член монашеской конгрегации салезианцев.

## Биография
Родился 28 сентября 1884 года в Асунсьоне, Парагвай. 28 января 1912 года был рукоположен в священники для служения в монашеской конгрегации салезианцев.
30 апреля 1931 года Римский папа Пий XI учредил епархию Консепсьона и Чако и назначил Эмилио Сосу Гаону её первым епископом. 15 мая 1932 года состоялось рукоположение, которое совершил титулярный архиепископ Сиракуз и апостольский нунций в Аргентине Филиппо Кортези в сослужении с вспомогательным епископом архиепархии Корриентеса и титулярным епископом Еврои Эпирийской Педро Дионисио Тибилетти, вспомогательным епископом архиепархии Буэнос-Айреса Фортунато Девото и епископом Параны Хулианом Педро Мартинесом.
Участвовал в работе Второго Ватиканского Собора.
14 мая 1963 года подал в отставку. Был назначен титулярным епископом Сергентцы. Скончался 24 марта 1970 года в Консепсьоне.